# 威廉·大内
威廉·G·大内（英語：William Ouchi，1943年—）又名比尔·大内，出生和成长于夏威夷火奴鲁鲁，美国商业管理领域的学者和作家。威廉·大内在1965年于威廉姆斯学院获得学士学位，从斯坦福大学获得工商管理碩士學位，从芝加哥大学获得工商管理博士学位。曾在斯坦福商学院担任8年教授，也多年担任加州大学洛杉矶分校安德森管理学院职员。
大内最初由于他研究日本和美国公司的区别和管理风格的区别而闻名。他于1981年发表的第一本书总结了他的观察。《Z理论：美国商业如何面对日本的挑战》曾超过五个月登上纽约时报最畅销书排行榜。在位于4000家美国图书馆总共12百万条书目中最多持有的书中，这本书排名第七。他于1984年出版二本书《M型社会：美国团队如何夺回竞争优势》。
大内也提出了他的三种方法用在组织管理中的控制：
- 市場控制（Market Control）
- 官僚控制（Bureaucratic Control）
- 氏族控制（Clan Control）

## 研究活动
最近几年中，大内已经把他的注意力转移到从中央办公室的自上而下的管理风格给当地学校带来的挑战。他在2003年发表的一个概述在Making Schools Work。他主持加州州长阿诺德·斯瓦辛格的教育改革专家组，他的一些提议最近正在被考虑。在在20世纪90年代他给前洛杉矶市长理查德·赖尔登担任顾问和参谋长。他2009年的书The Secret of TSL: The Revolutionary Discovery That Raises School Performance提出探索减少总的学生负担的革命性潜力，学生负荷指的是一个教师一个学期交流的学生人数。大内的假说有潜力能改变整个国家的学校系统。作为当地的校长控制着他们自己的预算，可以作出有创造性的招聘决定，目标是减少一个教师一天交流的学生人数到80人。

## 其他活动
在更大的社区，大内供职于美国总统辩论委员会的咨询委员会，日裔美国国家博物馆信托董事会，并且在洛杉矶的The Alliance for College-Ready Public Schools（一个市内特许学校的经营者）董事会。
他曾参与威廉姆斯学院、KCET公共电视台、加州社区基金会、亚太领导力教育协会、美国证券交易委员会（SEC）的消费者咨询委员会、沃尔特迪斯尼音乐厅、和哈佛西湖学校的董事会。
在商界，他效力于以下机构的董事会：希尔顿基金会，AECOM公司，FirstFed金融，Sempra能源，Water-Pik Technologies。

## 出版物
- Ouchi, William G. . Addison-Wesley. 1981. ISBN 0201055244.
- Ouchi, William G. . Addison-Wesley. 1984. ISBN 0201055333.
- Ouchi, William G. . Simon and Schuster. 2003. ISBN 0743246306.
- Ouchi, William G. . Simon and Schuster. 2009. ISBN 9781439121580.
- Ouchi, W. G. 1977. The Relationship Between Organizational Structure and Organizational Control. Administrative Science Quarterly, 22(1): 95-113.
- Ouchi, W. G. 1978. The Transmission of Control Through Organizational Hierarchy. Academy of Management Journal, 21: 173-192.
- Ouchi, W. G. 1979. A Conceptual Framework for the Design of Organizational Control Mechanisms. Management Science, 25(9): 833-848.
- Ouchi, W. G. & Wilkins, A. L. 1985. Organizational Culture. Annual Review of Sociology, 11: 457-483.

## 相关
- 道格拉斯·麦格雷戈
- X理论和Y理论
- Z理论
- 商学理论列表